# Дорота Масловська
Дорота Масловська (пол. Dorota Masłowska, нар. 3 липня 1983, Вейгерово, Польща) — польська письменниця, романіст, журналіст та драматург.

## Життєпис

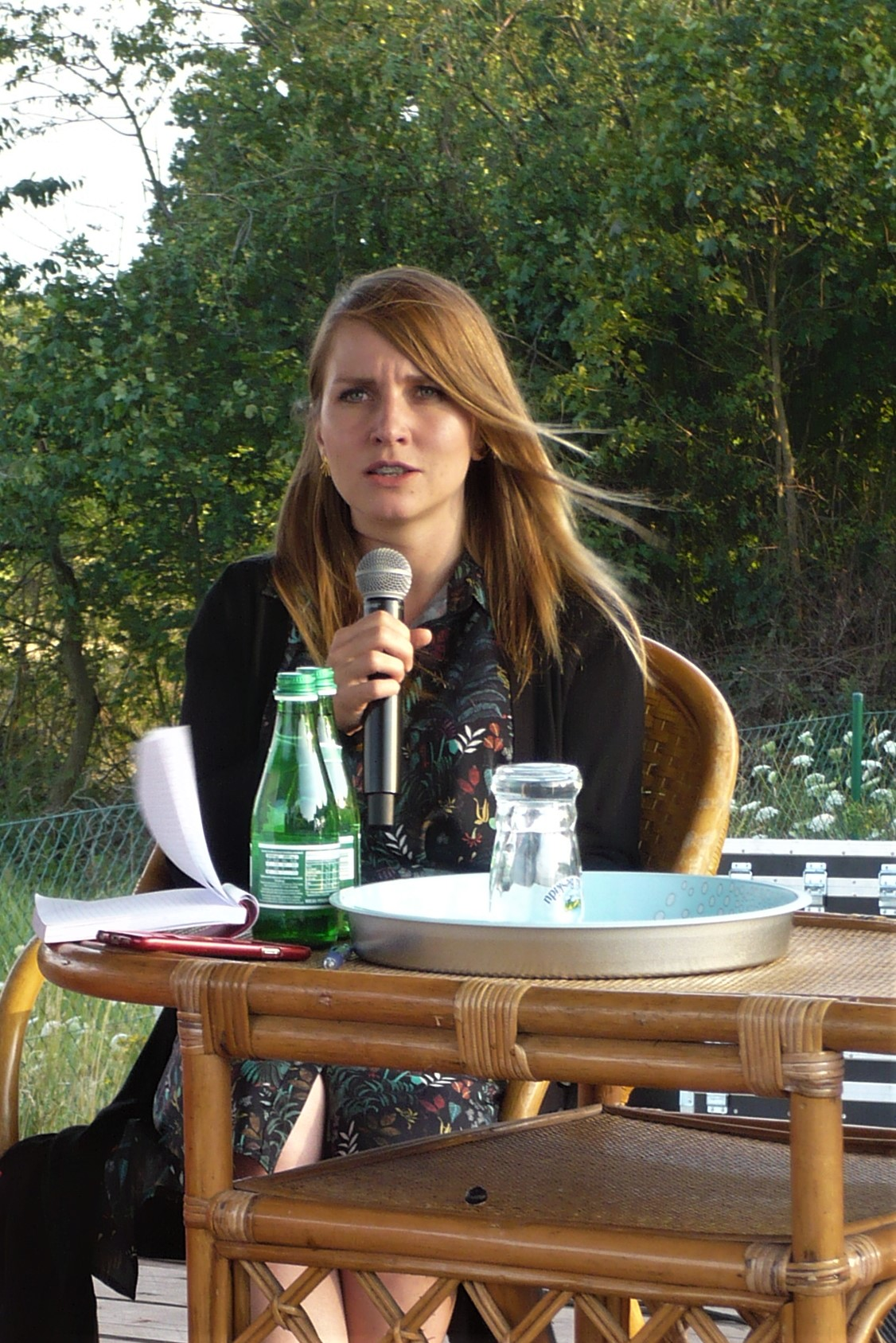
Дорота Масловська на фестивалі Góry Literatury (2018)

Народилась 3 липня 1983 року в польському місті Вейгерово. Батько був матросом, мати — лікарка. Має старшого на три роки брата. У 2002 році закінчила місцеву середню школу ім. Яна III Собеського.
Дебютувала у 2000 році в жіночому щомісячному журналі «Twój Styl», де перемогла у літературному конкурсі «Польські щоденники», опублікувавши сторінки свого щоденника.
Навчалась на факультеті психології Гданського університету. Згодом перейшла на факультет культурології Варшавського університету.
До 2009 року жила та працювала у Кракові. Згодом за стипендіальною німецькою програмою академічного обміну DAAD переїхала разом з донькою до Берліну.
Співпрацювала з низкою журналів, серед яких щотижневики «Przekrój» та «Wysokie Obcasy», а також щомісячний часопис «Lampa». 

## Твори
- 2002 — «Польсько-російська війна під біло-червоним прапором» / пол. Wojna polsko-ruska pod flagą biało-czerwoną (роман був виданий у Великій Британії, США, Нідерландах, Франції, ФРН, Іспанії, Чехії, РФ, Україні, екранізований Ксаверієм Жулавським; престижна премія Паспорт Політики)
- 2005 — «Павич королеви» / пол. Paw królowej (роман був перекладений французькою, німецькою, чеською, білоруською мовами;  премія Ніке 2006 р.)
- 2006 — «Два бідних румуна, які розмовляють польською» / пол. Dwoje biednych Rumunów mówiących po polsku (драма перекладена англійською, французькою, німецькою, російською мовами; поставлена у Великій Британії)
- 2008 — «Між нами все добре» / пол. Między nami dobrze jest  (драма, поставлена у Польщі Гжегожем Яжиною у 2010 році; спектакль був показаний у Москві в рамках фестивалю Золота маска, переклад Ірини Кисельової)
- 2010 — «Schneeweiß und Russenrot» (драма)
- 2012 — «Кохана, я убив наших котів» / пол. Kochanie, zabiłam nasze koty (роман)
- 2014 — «Як я стала відьмою: автобіографічна повість для дорослих та дітей» / пол. Jak zostałam wiedźmą: opowieść autobiograficzna dla dorosłych i dzieci (роман)
- 2017 — «Як взяти під контроль світ, не виходячи з дому» пол. Jak przejąć kontrolę nad światem, nie wychodząc z domu (збірка фейлетонів)
- 2018 — «Інші люди» / пол. Inni ludzie (роман)

## Переклади українською
- Дорота Масловська. Польсько-російська війна під біло-червоним прапором. Харків: в-во «Фоліо», 2006. 966-03-3614-4

## Нагороди, номінації та премії

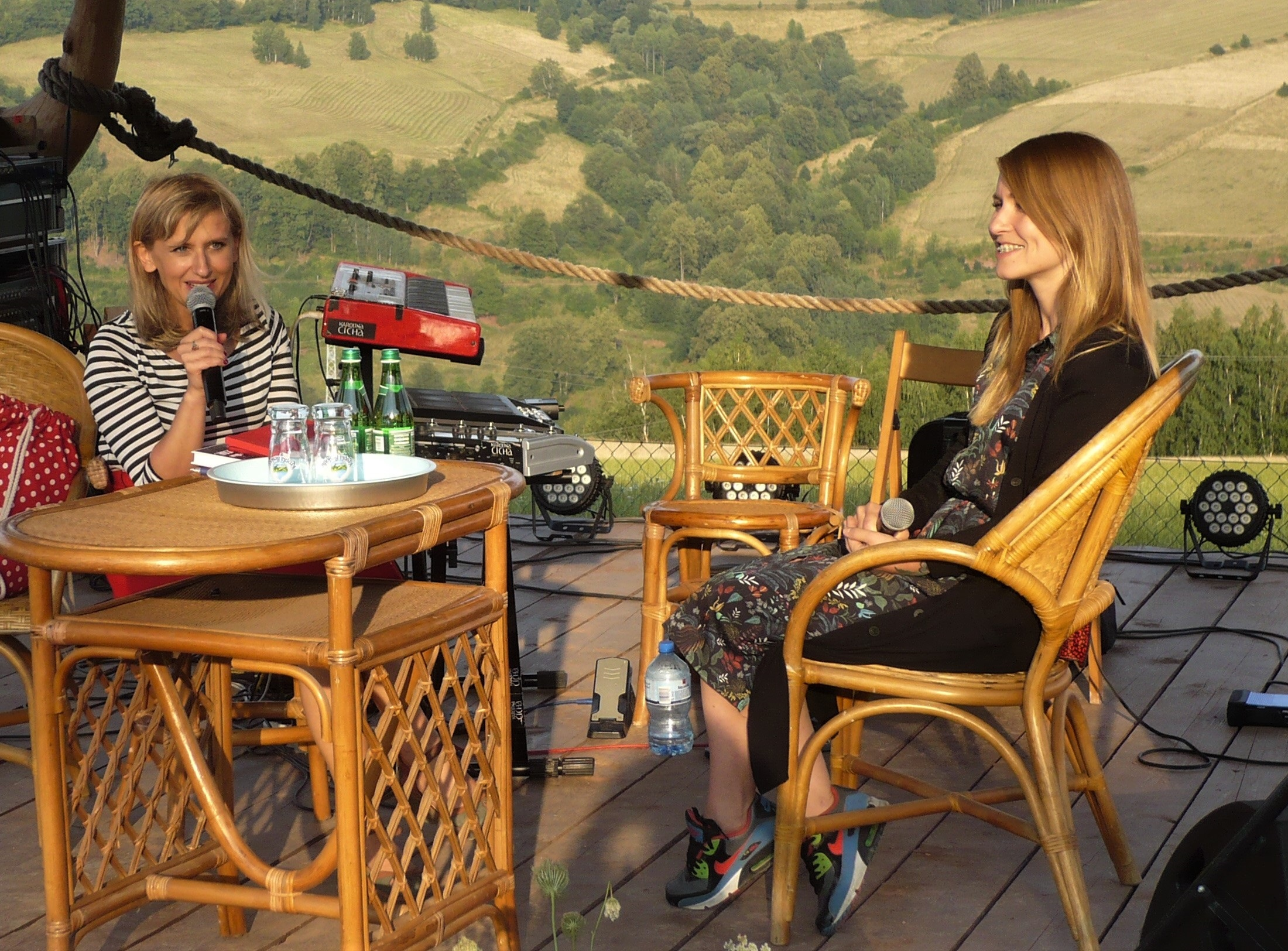
Дорота Масловська на фестивалі Góry Literatury (2018)

- 2002 — Паспорт Політики
- 2006 — Літературна нагорода «Ніке» (за твір «Павич королеви»)
- 2009 — Літературна нагорода «Ніке» (номінація за твір «Між нами все добре»)
- 2015 — бронзова медаль «За заслуги в культурі» Gloria Artis [3]
- 2022 — «Paszport Polityki» у категорії «Творець культури»[8].

## Постановки в театрі
- 2015, 11 грудня — «Як двоє бідних румунів польською розмовляли»; реж. Тамара Трунова (Київський експериментальний театр «Золоті ворота»)
- 2017 — «Як двоє бідних румунів польською розмовляли»; реж. Валентина Сотніченко (Київський академічний театр на Печерську)